# Фінал кубка СРСР з футболу 1980
39-й фінал кубка СРСР з футболу відбувся на Центральному стадіоні в Москві 9 серпня 1980 року. У грі взяли участь тбіліське «Динамо» і донецький «Шахтар».

## Претенденти
- «Динамо» (Тбілісі) — дворазовий чемпіон СРСР (1964, 1978), дворазовий володар кубка СРСР (1976, 1979).
- «Шахтар» (Донецьк) — дворазовий володар кубка СРСР (1961, 1962).

## Шлях до фіналу
| «Шахтар» (Донецьк)   | «Шахтар» (Донецьк) | Етап    | «Динамо» (Тбілісі)       | «Динамо» (Тбілісі) |
| -------------------- | ------------------ | ------- | ------------------------ | ------------------ |
|                      |                    |         |                          |                    |
| Суперник             | Рахунок            | Група   | Суперник                 | Рахунок            |
| «Таврія»             | 3-2                | 1 тур   | СКА (Хабаровськ)         | 3-1                |
| «Зоря»               | 1-0                | 2 тур   | «Кайрат»                 | 2-1                |
| «Спартак» (Нальчик)  | 2-0                | 3 тур   | «Торпедо» (Кутаїсі)      | 3-1                |
| «Кузбас» (Кемерово)  | 1-0                | 4 тур   | «Спартак» (Ордженікідзе) | 2-1                |
| «Чорноморець»        | 2-0                | 5 тур   | СКА (Одеса)              | 3-0                |
|                      |                    |         |                          |                    |
| Суперник             | Рахунок            | Плей-оф | Суперник                 | Рахунок            |
| СКА (Ростов-на-Дону) | 2-1 (г)            | 1/8     | «Таврія»                 | 4-0 (г)            |
| «Торпедо» (Москва)   | 2-0 (д)            | 1/4     | «Пахтакор»               | 2-1 (д)            |
| «Спартак» (Москва)   | 1-0 (г)            | 1/2     | «Динамо» (Київ)          | 2-1 (д)            |

На попередніх етапах у складі команд-фіналістів виступали:
«Шахтар»: Юрій Дегтерьов, Віктор Чанов; Валерій Горбунов, Віктор Звягінцев, Віктор Кондратов, Ігор Симонов, Микола Федоренко, Анатолій Раденко, Володимир Малий, Леонід Малий, Михайло Соколовський, Сергій Кравченко, Володимир Сафонов, Віктор Грачов, Володимир Роговський, Віталій Старухін, Володимир П'яних, Юрій Бондаренко, Олексій Варнавський, Сергій Морозов, Валерій Рудаков.

«Динамо»: Отарі Габелія, Юрій Мамінашвілі; Тамаз Костава, Олександр Чивадзе, Тенгіз Сулаквелідзе, Георгій Чилая, Віталій Дараселія, Манучар Мачаїдзе, Гоча Мачаїдзе, Вахтанг Копалейшвілі, Георгій Тавадзе, Аміран Мінашвілі, Рамаз Шенгелія, Давид Кіпіані, Реваз Челебадзе, Вахтанг Корідзе, Леван Мелікія, Шота Хінчагашвілі, Володимир Гуцаєв.

## Деталі матчу
| 9 серпня 1980 |

| «Шахтар» (Донецьк)                        | 2 – 1    | «Динамо» (Тбілісі) |
| ----------------------------------------- | -------- | ------------------ |
| Віталій Старухін 24' Володимир П'яних 84' | Протокол | Георгій Чилая 80'  |

| Центральний стадіон (Москва) Глядачів: 51 000 Арбітр: Юшка (Вільнюс) |

| ШАХТАР       |                      |     |
|              |                      |     |
| ВР           | Віктор Чанов         | ЖК  |
| ЗХ           | Олексій Варнавський  |     |
| ЗХ           | Валерій Горбунов     |     |
| ЗХ           | Ігор Симонов         |     |
| ЗХ           | Володимир П'яних     |     |
| ПЗ           | Валерій Рудаков      |     |
| ПЗ           | Володимир Роговський | 64' |
| ПЗ           | Михайло Соколовський | 90' |
| НП           | Віталій Старухін     |     |
| НП           | Микола Федоренко     |     |
| ПЗ           | Володимир Сафонов    | 86' |
| Заміни:      |                      |     |
| НП           | Сергій Морозов       | 64' |
| ПЗ           | Леонід Малий         | 86' |
| НП           | Сергій Кравченко     | 90' |
| Тренер:      |                      |     |
| Віктор Носов |                      |     |

| ДИНАМО         |                     |     |
|                |                     |     |
| ВР             | Отарі Габелія       |     |
| ЗХ             | Тенгіз Сулаквелідзе | ЖК  |
| ЗХ             | Олександр Чивадзе   |     |
| ЗХ             | Шота Хінчагашвілі   |     |
| ЗХ             | Давид Муджирі       |     |
| ПЗ             | Віталій Дараселія   |     |
| ПЗ             | Георгій Чилая       |     |
| ПЗ             | Аміран Мінашвілі    | 75' |
| ПЗ             | Георгій Тавадзе     | 46' |
| НП             | Давид Кіпіані       |     |
| НП             | Рамаз Шенгелія      |     |
| Заміни:        |                     |     |
| НП             | Володимир Гуцаєв    | 46' |
| НП             | Реваз Челебадзе     | 75' |
| Тренер:        |                     |     |
| Нодар Ахалкаці |                     |     |